# Il piccolo grande mago dei videogames
Il piccolo grande mago dei videogames (The Wizard) è un film del 1989 diretto da Todd Holland, uscito negli USA il 15 dicembre 1989, il cui ricavo è stato di circa 14.278.900 solo negli USA. Il film è anche noto per i numerosi prodotti della Nintendo usati durante il film e per aver mostrato in anteprima il videogioco Super Mario Bros. 3. A seguito del successo del film, Nintendo istituì un anno dopo una competizione videoludica in varie città americane chiamata Nintendo World Championship 1990.
Il film inoltre è stato il debutto cinematografico dell'attore Tobey Maguire.

## Trama
Jimmy Woods è un bambino di 9 anni. Dopo aver visto affogare la sorella gemella Jennifer nel fiume, si è chiuso nel mutismo. Dopo quell'incidente, la famiglia si rompe e Jimmy viene separato dai suoi fratelli naturali Corey, di 13 anni, e Nick di 18. Dopo uno dei suoi numerosi tentativi di andare in California a piedi con la sua valigetta, il padrino di Jimmy convince la madre nel farlo rinchiudere in un istituto di recupero. Al fratello Corey non sta bene questa decisione e così decide di scappare di casa e di andare a prendere Jimmy dall'istituto. Il padrino di Jimmy convince la madre a far assumere un cacciatore di bambini di nome "Putnam" per recuperarlo. I due iniziano la loro fuga e arrivano ad una stazione dei pullman.
Qui Corey fa una scoperta sensazionale: il fratellino minore ha un talento naturale per i videogiochi. Qui conoscono una ragazzina di nome Haley Brook, che dopo esser stata battuta da Jimmy, propone ai due fratelli di andare a iscrivere il piccolo mago dei videogames ad un famoso torneo di videogiochi, in cui si vincono 50 000 dollari. Da lì in poi il trio tra i vari autostop cercherà di sfruttare il talento di Jimmy per sfidare la gente e guadagnare soldi per arrivare a Los Angeles, dove si terrà il torneo. Lungo la strada incontrano Lucas, un ragazzo abile ai videogiochi che sfiderà Jimmy. I tre arrivano a Reno, dove vive Haley, qui con l'aiuto del camionista Spankey riescono a vincere al gioco dei dadi dei soldi che useranno per far conoscere al piccolo Jimmy tutti videogames che gli potranno capitare nel torneo.
Arrivato al torneo Jimmy riesce a qualificarsi come uno dei tre finalisti. Arriva al torneo il resto della famiglia ed anche Putnam, che insegue i ragazzi per catturare Jimmy, rischiando di fargli mancare il round finale. Nonostante tutte le peripezie il piccolo Jimmy riesce a partecipare alla finale, alla quale partecipa anche Lucas: qui si sfidano a Super Mario Bros. 3, un gioco che ancora non era uscito e che quindi i partecipanti non conoscevano. Affrontando alcune difficoltà il piccolo grande mago dei videogames Jimmy riesce a vincere il torneo.
Al ritorno a casa, la famiglia passa di fronte ad una attrazione turistica e Jimmy inizia ad agitarsi urlando "California", così decidono di accostare. Corre fuori dalla macchina e, inseguito dalla famiglia, si ferma dentro a uno dei dinosauri del parco. Qui apre la sua valigetta e fa vedere al fratello Corey una foto di famiglia scattata anni prima in quel luogo. Così Corey capisce che voleva soltanto lasciare i ricordi della sorella Jennifer in un luogo felice.

## Accoglienza
Il film è stato criticato per l'uso massiccio del product placement cinematografico. In particolare, in questo film sono praticamente onnipresenti i prodotti della software house giapponese Nintendo, che vengono reclamizzati ed espressamente citati in molte scene.
Una scena emblematica è quella in cui Lucas (il rivale di Jimmy) estrae il Nintendo Power Glove esibendone le capacità e usandolo per giocare davanti agli altri bambini sbalorditi, concludendo la scena con l'espressione «Il guanto magico è uno sballo»; l'oggetto in questione è stato uno dei principali prodotti di supporto del NES e venne lanciato subito dopo l'uscita del film. Pochi attimi prima lo stesso Lucas si era vantato di possedere 97 giochi per il NES, mostrando un astuccio contenente dei titoli ben visibili.